# 薬師丸ひろ子のオールナイトニッポン
『薬師丸ひろ子のオールナイトニッポン』は、1984年6月9日に、ニッポン放送ほかで放送されたオールナイトニッポンの特番で、その日の『笑福亭鶴光のオールナイトニッポン』の代替番組でもある。

## 概要
- 番組の正式名称は『20歳のバースデー・パーティー〜薬師丸ひろ子のオールナイトニッポン〜』。その名のとおり、放送当日に20歳の誕生日を迎えた薬師丸ひろ子がパーソナリティを務めた特別番組。
- 当時公開の主演映画『メイン・テーマ』の宣伝広告も兼ねており、番組のエンディング曲は同映画の主題歌で本人が歌った「メイン・テーマ」であった。なお、同映画を製作した角川書店も番組の協賛スポンサーの1つであった。
- 通常番組であった『笑福亭鶴光のオールナイトニッポン』は土曜2部27:00〜29:00の短縮番組となった。このため、番組前半に短縮版特別企画として「『この歌はこんな風に聞こえる』コーナー歴代ベスト10」と題し、それまで放送されたものの中から選りすぐりの関東4文字・関西3文字をはじめ下ネタの歌ばかりを特集した。

## パーソナリティー
- 薬師丸ひろ子
- 塚越孝

## 放送時間
- 1984年6月9日土曜1部25:00～27:00（日曜1:00～3:00）